# Campeonato Europeo de Baloncesto División C 2008
El XI Campeonato Europeo de Baloncesto División C de 2008 se llevó a cabo en Edimburgo, Escocia del 17 al 22 de junio.
La selección de Azerbaiyán obtuvo su segundo título (segundo en la historia) al derrotar a Moldavia por 80-78.

## Equipos participantes
| Andorra Azerbaiyán | Escocia Gales | Gibraltar Malta | Moldavia San Marino |

## Ronda Preliminar

### Grupo A
|   | Equipo     | Pts | G | P | PF  | PC  | Dif |
| - | ---------- | --- | - | - | --- | --- | --- |
| 1 | Moldavia   | 6   | 3 | 0 | 252 | 179 | 73  |
| 2 | Azerbaiyán | 5   | 2 | 1 | 232 | 200 | 32  |
| 3 | San Marino | 4   | 1 | 2 | 224 | 240 | -16 |
| 4 | Gibraltar  | 3   | 0 | 3 | 195 | 284 | -89 |

| Fecha       | Hora¹ | Partido    | Partido | Partido    | Resultado |
| ----------- | ----- | ---------- | ------- | ---------- | --------- |
| 17 de junio | 14:20 | Moldavia   | -       | San Marino | 85-64     |
| 17 de junio | 16:40 | Azerbaiyán | -       | Gibraltar  | 96-61     |
| 18 de junio | 12:00 | Gibraltar  | -       | Moldavia   | 54-97     |
| 18 de junio | 14:20 | San Marino | -       | Azerbaiyán | 69-75     |
| 19 de junio | 12:00 | Azerbaiyán | -       | Moldavia   | 61-70     |
| 19 de junio | 16:40 | San Marino | -       | Gibraltar  | 91-80     |

### Grupo B
|   | Equipo  | Pts | G | P | PF  | PC  | Dif |
| - | ------- | --- | - | - | --- | --- | --- |
| 1 | Escocia | 6   | 3 | 0 | 213 | 175 | 38  |
| 2 | Andorra | 5   | 2 | 1 | 214 | 188 | 26  |
| 3 | Gales   | 4   | 1 | 2 | 153 | 199 | -46 |
| 4 | Malta   | 3   | 0 | 3 | 151 | 169 | -18 |

| Fecha       | Hora¹ | Partido | Partido | Partido | Resultado |
| ----------- | ----- | ------- | ------- | ------- | --------- |
| 17 de junio | 12:00 | Andorra | -       | Gales   | 78-52     |
| 17 de junio | 19:00 | Escocia | -       | Malta   | 58-49     |
| 18 de junio | 16:40 | Malta   | -       | Andorra | 52-55     |
| 18 de junio | 19:00 | Gales   | -       | Escocia | 45-71     |
| 19 de junio | 14:20 | Gales   | -       | Malta   | 56-50     |
| 19 de junio | 19:00 | Escocia | -       | Andorra | 84-81     |

## Ronda de Calificación
| Fecha       | Hora¹ | Partido    | Partido | Partido   | Resultado |
| ----------- | ----- | ---------- | ------- | --------- | --------- |
| 21 de junio | 12:00 | San Marino | -       | Malta     | 73-57     |
| 21 de junio | 14:20 | Gales      | -       | Gibraltar | 77-93     |

| Fecha       | Hora¹ | 7° Puesto  | 7° Puesto | 7° Puesto | Resultado |
| ----------- | ----- | ---------- | --------- | --------- | --------- |
| 22 de junio | 10:00 | Malta      | -         | Gales     | 84-67     |
| Fecha       | Hora¹ | 5° Puesto  | 5° Puesto | 5° Puesto | Resultado |
| 22 de junio | 12:20 | San Marino | -         | Gibraltar | 77-64     |

## Ronda Final
| Fecha       | Hora¹ | Partido  | Partido | Partido    | Resultado |
| ----------- | ----- | -------- | ------- | ---------- | --------- |
| 21 de junio | 16:40 | Moldavia | -       | Andorra    | 85-74     |
| 21 de junio | 19:00 | Escocia  | -       | Azerbaiyán | 80-91     |

| Fecha       | Hora¹ | 3° Puesto | 3° Puesto | 3° Puesto  | Resultado |
| ----------- | ----- | --------- | --------- | ---------- | --------- |
| 22 de junio | 14:40 | Andorra   | -         | Escocia    | 76-90     |
| Fecha       | Hora¹ | Final     | Final     | Final      | Resultado |
| 22 de junio | 17:00 | Moldavia  | -         | Azerbaiyán | 78-80     |

¹ Hora de Edimburgo

## Clasificación Final
|                   | Equipo     | Pts | G | P | PF  | PC  | Dif |
| ----------------- | ---------- | --- | - | - | --- | --- | --- |
| Medalla de oro    | Azerbaiyán | 9   | 4 | 1 | 403 | 358 | 45  |
| Medalla de plata  | Moldavia   | 9   | 4 | 1 | 415 | 333 | 82  |
| Medalla de bronce | Escocia    | 9   | 4 | 1 | 383 | 342 | 41  |
| 4                 | Andorra    | 7   | 2 | 3 | 364 | 363 | 1   |
|                   |            |     |   |   |     |     |     |
| 5                 | San Marino | 8   | 3 | 2 | 374 | 361 | 13  |
| 6                 | Gibraltar  | 6   | 1 | 4 | 352 | 438 | -86 |
| 7                 | Malta      | 6   | 1 | 4 | 292 | 309 | -17 |
| 8                 | Gales      | 6   | 1 | 4 | 297 | 376 | -79 |

## Estadísticas del torneo
| Puntos            | Puntos | Rebotes               | Rebotes | Asistencias       | Asistencias |
| ----------------- | ------ | --------------------- | ------- | ----------------- | ----------- |
| Andrea Raschi     | 22.4   | Davit Barbakadze      | 10.0    | Fuad Niftaliyev   | 8.4         |
| Davit Barbakadze  | 19.6   | Marc Martret Rebollar | 9.8     | Xavier Galera Ruz | 5.4         |
| Tahir Bakhshiyev  | 19.0   | David Garcia Ramírez  | 9.4     | Owen Williams     | 4.8         |
| Eugeniu Scripcaru | 18.2   | Vitalie Oprea         | 8.8     | Laurie Costello   | 4.8         |
| Eugeniu Melinic   | 17.0   | Anthony George Berry  | 8.8     | Jordan Ramagge    | 4.6         |